# اتو مارلینگ لوند
اتو مارلینگ لوند (انگلیسی: Otto Marling Lund؛ ۲۸ نوامبر ۱۸۹۱ – ۱۵ اوت ۱۹۵۶) فرد نظامی اهل بریتانیا بود. وی همچنین برندهٔ جوایزی همچون نشان حمام شده‌است.